# Hall of Fame Tennis Championships 1982
L'Hall of Fame Tennis Championships 1982 è stato un torneo di tennis giocato sull'erba dell'International Tennis Hall of Fame di Newport negli Stati Uniti. È stata la 7ª edizione del torneo che fa parte del Volvo Grand Prix 1982. Il torneo si è giocato dal 5 all'11 luglio 1982.

## Campioni

### Singolare maschile
Hank Pfister ha battuto in finale  Mike Estep con il punteggio di 6–1, 7–5

### Doppio maschile
Andy Andrews /  John Sadri hanno battuto in finale  Syd Ball /  Rod Frawley con il punteggio di 3–6, 7–6, 7–5